# Edmund von Weber
Edmund von Weber (* 19. Juni 1766 in Hildesheim; † Dezember 1830 in Würzburg) war ein deutscher Komponist, Schauspieler, Sänger und Theaterdirektor.

## Leben
Edmund von Weber war der Sohn des deutschen Musikers Franz Anton von Weber und dessen erster Ehefrau Maria Anna Catharina Antonetta. Der Komponist Carl Maria von Weber war sein Halbbruder. Weber war dreimal verheiratet, in erster Ehe mit Josepha Kronheim, in zweiter Ehe 1797 mit Louise Spitzeder und in dritter Ehe vermutlich 1808 mit Therese Mack. Seine musikalische Ausbildung erhielt er von seinem Vater, mit dem er nach Eutin umzog, wo er dann als Orchestermusiker tätig war. Er reiste über Berlin, Dresden, Prag und Wien nach Eszterháza, wo er von 1787 bis 1788 Schüler von Joseph Haydn war. Er war Schauspieler bei reisenden Theatergesellschaften, so unter anderem bei Carl Döbbelin in Frankfurt/Oder, Stendal und 1789 in Magdeburg. 1797 war er Musikdirektor am Salzburger Hoftheater und von 1806 bis 1808 war er Direktor einer eigenen Theatergesellschaft in Amberg, Ansbach, Karlsbad und Bayreuth. Er wirkte von 1812 bis 1819 als Musikdirektor in Bern, Königsberg, Köln und von 1824 bis 1826 in Aachen. Mit seiner Tochter ging er als Kontrabassist nach Detmold und Würzburg.

## Werke (Auswahl)
- Sextet: French horn-piano-string quartet • Op. 35 • Musique de chambre piano-corde-vent
- Quartet: strings • Op. 34 • Musique de chambre cordes
- Trio: piano-violin-cello • Op. 21 • Trios instruments identiques
- Terzetto: organ-oboe-cello • Op. 27 • Trios instruments identiques
- Sonata: violin-piano • Op. 19 • Duos instruments différents
- Sonata: cello-piano • Op. 18 • Duos instruments différents